# Gobernabilidad
La gobernabilidad se refiere a dos conceptos. La primera, surgida de los informes de Banco Mundial, la define como un estilo de gobierno caracterizado por un mayor grado de cooperación e interacción entre el Estado y actores no estatales en el interior de redes de decisiones mixtas públicas y privadas. La segunda se define como un conjunto de modalidades de coordinación de las acciones individuales, entendidas como fuentes primarias de construcción del orden social; es probable que sea derivada del campo de la economía de costos y transacciones. Por extensión, gobernabilidad es definida como cualquier forma de coordinación social.

## Concepto
Según Manuel Alcántara la gobernabilidad puede ser entendida como la situación en la que concurren un conjunto de condiciones favorables para la acción de gobierno, que se sitúan en su contorno o son intrínsecas a este. Este concepto se enmarca en el ámbito de "la capacidad de gobierno". Este se da siempre en un ámbito social tal en el que se registran demandas de los ciudadanos que son procesadas en menor o mayor medida por el sistema político.
De acuerdo a la Organización de los Estados Americanos Gobernabilidad significa:
1. Estabilidad institucional y política, y efectividad en la toma de decisiones y la administración.
2. Se relaciona con la continuidad de las reglas,instituciones, y en el paso de consistencia e intensidad de las decisiones.
3. Es la línea más corta entre el INPUT (Demanda) de la sociedad y el OUTPUT (Resultado) del gobierno
En términos generales, es la capacidad para la continua adaptación entre la regla y el acto, entre la regulación y sus resultados, entre la oferta y la demanda de políticas públicas y servicios.
4. La Gobernabilidad depende de la Gobernanza, por ejemplo del nivel de madurez en una sociedad organizada y su capacidad para asumir responsabilidades compartidas en la implementación de decisiones y en el arte de gobernar correctamente.

## Orígenes
El tema tiene sus orígenes en la crisis de la política occidental de principios de 1970, cuando hubo los siguientes fenómenos: 
1. Una crisis cultural que se expresó en el movimiento estudiantil "mayo del 68", protagonizados por los herederos de la primera generación de beneficiarios del estado de bienestar.
2. El paulatino incremento de las materias primas que condujo al "boom" energético de 1973.
3. Un reflujo conservador que se interrelaciona con los fenómenos anteriores.
4. La crisis de liderazgo vivida en:
  1. Francia tras la renuncia de Charles de Gaulle en 1969.
  2. Estados Unidos tras la renuncia de Richard Nixon en 1973, y la derrota estadounidense en Vietnam.
5. Cierto desgaste sobre las ideas que impulsaban el estado de bienestar.

Debemos concluir que no hay una sola definición de la gobernabilidad y que la pelea de sentido con respecto al concepto de gobernabilidad se refleja en Colombia como en el nivel internacional. Primero, cada actor involucrado la define efectivamente según sus objetivos y prácticas, lo que significa que no existe todavía un acuerdo común alrededor de este concepto ni en Colombia ni en el nivel internacional. Segundo, aunque, otra vez, no haya un acuerdo o una visión común con respecto a la forma o metodología, la gobernabilidad obliga a cuestionar un funcionamiento institucional, político y social en un territorio. 

### Diagnóstico
Por el lado neomarxista
1. James O'Connor sostuvo que la crisis de gobernabilidad fue preludiada por un ambiente de crisis fiscal resultante de las contradicciones entre el capitalismo avanzado y el sistema democrático (1973).
2. Jürgen Habermas y Claus Offe siguen esta línea al referirse a los problemas de legitimación del capitalismo tardío.

Por la Comisión Trilateral
1. Daniel Bell se refirió a la ingobernabilidad como una consecuencia de la sobrecarga de demandas que obliga al Estado a responder con un intervencionismo expansivo, produciendo una crisis fiscal.
2. Michel Crozier, francés, Samuel J. Huntington, estadounidense, y Joji Watanuki, japonés, elaboraron el informe para la Comisión Trilateral en 1975. Las conclusiones fueron que existían cuatro tendencias que generaban disfunciones en el sistema democrático:[2]
  1. La deslegitimación de la autoridad y pérdida de confianza en el liderazgo, que son consecuencias de la idea de igualdad y del individualismo; ambas, virtudes del sistema democrático.
  2. Los efectos de la sobrecarga en la actividad de gobierno por la expansión de la participación política y el desarrollo febril de las actividades estatales.
  3. La fragmentación de los partidos políticos y la pérdida de identidad de los mismos debido a la intensa competencia partidista.
  4. El surgimiento de pautas fuertemente localistas en la política exterior, pues las sociedades se volvían nacionalistas.

En la década de 1980 se incorporó el pensamiento neoliberal al análisis politológico. Los economistas políticamente conservadores criticaron el keynesianismo por su mala relación teórica con la democracia. Según ellos, la situación de ingobernabilidad, por una mezcla inestable entre democracia y economía, generaba inflación dado que se confrontaban sindicatos y votantes a los gobiernos porque se veía al Estado como un botín de servicios. Esto desembocó en el Consenso de Washington, una solución para los países menos industrializados.
En la década de 1990 el término comenzó a ser utilizado por las clases políticas y por diferentes organismos internacionales. La búsqueda de la gobernabilidad sustituyó a la de la consolidación democrática. La gobernabilidad se intentaba lograr con unos procedimientos simples tales como el apoyo legislativo al ejecutivo o la ausencia de trabas sistemáticas que malograsen la eficacia de las políticas públicas. Los organismos internacionales tomaron interés por la gobernabilidad dado que tenía implicaciones concretas en las políticas de reforma estructural. Es por eso que organismos como el BID o el BM se preocuparon por estas variables institucionales que permiten formulaciones relativas al buen gobierno.

## Aproximaciones conceptuales

### Posición politológica
Integra las visiones de Guy Peters y de Michael Coppedge.

Guy Peters considera la gobernabilidad como un problema generalmente de los países democráticos en trasladar un mandato de los electores en políticas operativas.

Michael Copedge explica la situación de (paradoja, aporía?) dado que la democracia respeta la lógica de igualdad política y la gobernablidad respeta la lógica del poder.

### Posición pluridimensional
La gobernabilidad es el resultado de numerosas concausas.

Luciano Tomassini infiere que la gobernabilidad depende de:
- El fortalecimiento de la sociedad civil.
- La evolución de la cultura política.
- La orientación y el comportamiento de la economía.
- La integración de nuevos sectores de la sociedad en el sistema productivo.

Tomassini apoya el paradigma de que la gobernabilidad se relaciona con el ejercicio del gobierno y todas las otras concausas necesarias para que el gobierno pueda desempeñarse con eficiencia, legitimidad y respeto social.
La gobernabilidad en el sistema democrático, para Arbós y Giner, se puede expresar como instituciones de gobierno tanto eficaces como legítimas, lo que trae como consecuencia el libre ejercicio de la voluntad del Poder ejecutivo mediante la obediencia cívica del pueblo.
Para estos dos autores hay cuatro niveles como mínimo en que se mueven los procesos de gobernabilidad:
- El dilema legitimidad-eficacia,
- Las presiones y demandas del entorno gubernamental,
- La reestructuración corporativa de la sociedad civil,
- La expansión y el cambio tecnológico.

### Posición intermedia
Fue sintetizada por Pasquino. La ingobernabilidad puede ser interpretada tanto como la incapacidad de los gobernantes ante la existencia de condiciones incurables y contradictorias de los sistemas capitalistas; o como la consecuencia de las demandas excesivas de los ciudadanos.

### En Resumen
Los dos extremos del concepto de gobernabilidad van desde:
- 1.El concepto de estabilidad, que define al Estado como capaz de prevenir eventos que

```
   conduzcan la desaparición del objeto político
```

- 2.El concepto de buen gobierno, que aboga por un Estado éticamente comprometido y donde

```
   los ciudadanos tengan una expectativa positiva.
```

## Enfoques y aproximaciones sobre gobernabilidad
Se divide generalmente en dos visiones: la convencional y la no convencional.

### Visión convencional
Es una visión verticalista. Plantea la gobernabilidad como ejercicio del poder desde el Estado, las resoluciones de problemas se resuelven desde el Estado, este toma sus decisiones tomando a la gente como objeto de sus políticas. Su legitimidad deriva de las elecciones populares, pero la gente no es artífice de su gobernabilidad. Para la visión convencional, el problema de la gobernabilidad es el resultado de una sobrecarga del Estado. Entre los autores convencionalistas están Tomassini (1994), Rojas (1994) y Coppedge (1994), entre otros.  
Para Luciano Tomassini la gobernabilidad es un fenómeno sistemático que depende de numerosas concausas interrelacionadas entre sí. La gobernabilidad está basada en
- el comportamiento de los organismos del gobierno encargados de manejar la economía y el sector público.
- el comportomiento del conjunto de organizaciones del Estado, incluyendo además la interacción entre los organismos económicos y políticos del poder ejecutivo.
- el comportamiento de la interacción entre los actores que pertenecen a la sociedad civil, a la economía y al mercado, y a los sectores sociales menos favorecidos.

Coppedge define la gobernabilidad cuando señala que es el grado en que las relaciones entre los actores estratégicos obedecen a unas fórmulas estables y mutuamente aceptadas. Los actores estratégicos son aquellos grupos que controlen uno o más recursos políticos como:
- los cargos públicos, asociados al gobierno.
- la información, asociados con los tecnócratas y los medios de información.
- los factores de producción, asociados con las empresas.
- la fuerza violenta, asociada al ejército y a la policía.
- los grupos activistas, relacionados con los partidos políticos.
- la autoridad moral, relacionada con la iglesia.

Además, depende de la capacidad del Estado para:
- mantener el orden público.
- recaudar impuestos.
- regular el comercio.
- mantener el estado de derecho.

Para cumplir con las funciones anteriormente enlistadas, se requieren de mayor recursos, lo que infiere que a mayor cantidad de recursos tenga el Estado, mayor será su capacidad de gobernabilidad.
Offe señala que las causas provienen de la diferencia entre el volumen de demandas y la capacidad de dirección.
- La sobrecarga de expectativas a la que es sometida el poder estatal. esto se debe a la competencia entre partidos, el pluralismo de asociaciones y medios de comunicación de masas relativamente libre. Este hecho genera un incremento constante de expectativas, obligaciones y responsabilidades planteadas al gobierno que no puede soslayar. Estas se expresan en un "aumento desproporcionado" de las pretensiones de cogestión del Estado social y de participación democrática y a una politización exagerada de temas y conflictos, donde se manifiestan una codicia incontenida de los ciudadanos.
- La insuficiencia de poder de intervención como de la capacidad de dirección del aparato estatal, lo cual conlleva a que el Estado no sea capaz de responder eficazmente a las expectativas y exigencias. Lo que se manifiesta en la falta de garantías de las libertades económicas y políticas.

Los desengaños se van acumulando. Esto puede ser canalizado de dos formas: 
- Se origina una polarización dentro del sistema, se reideologiza y se fundamenta la práctica de la oposición de turno
- Los partidos políticos son menos capaces de canalizar y articular la voluntad de los electores.

Las teorías convencionales presentan una terapia con dos variantes, a fin de prevenir la situación antes descrita.
- La primera es la reducción de exigencias:
  - Se debe aliviar al medio político, o sea todo lo que rebase los límites del Estado social, de la sobrecarga de exigencias. Se debe desviar todas éstas exigencias al terreno de los intercambios monetarios. Se debe, entonces, aplicar las fórmulas de "privatización"

De un modo más amplio, la noción de gobernabilidad se refiere al conjunto de las instituciones de un estado, incluyendo a la sociedad civil y el sector privado. Tomando en consideración además el tipo y grado de relaciones que hay entre ellos.
Las relaciones entre los distintos elementos que componen un estado, serán en definitiva los que definan el grado de gobernabilidad que este presentará, por lo tanto se puede deducir que la gobernabilidad es un concepto político que busca plantear los modos de regulación del orden social, y de modo esencial asegurar el bienestar de los ciudadanos de manera más eficaz, y a su vez, cómo los ciudadanos pueden contribuir a construir y mantener que las instituciones sean transparentes, eficientes y equitativas.
Según la Real Academia Española se define gobernabilidad como: “Cualidad de gobernable”.

## Tipos de gobernabilidad
Gobernabilidad democrática
Un número cada vez mayor de países se esfuerzan por establecer la gobernabilidad en un contexto democrático. Se enfrentan al desafío de elaborar instituciones y procesos que respondan mejor a las necesidades de los ciudadanos ordinarios, incluidos los pobres. El PNUD (Programa de las Naciones Unidas para el Desarrollo) agrupa a la gente en las naciones y en todo el mundo, creando asociaciones y compartiendo los modos de fomentar la participación, la responsabilidad y la eficacia en todos los niveles. Se ayuda a los países a fortalecer sus sistemas electorales y legislativos, mejorar el acceso a la justicia y la administración pública, y a desarrollar una mayor capacidad para hacer llegar los servicios básicos a quienes más los necesitan.
La democracia, desde esta concepción de participación ciudadana, se refiere a la concatenación de un espíritu ideal como de un cuerpo pragmático, en donde ambas esferas se contactan y complementan constantemente en relaciones dialécticas, puesto que no existe un sistema democrático perfecto y menos alguno capaz de expresar su concepción del deber ser en corpus jurídico - político de satisfacción social y política plena. La democracia responde más bien a un proceso de consolidación histórico en el cual cada sociedad le imprime su propio sello, pero que faculta el intercambio y el enriquecimiento mutuo de experiencias democráticas. Su comprensión está matizada por una serie de valores individuales y colectivos que dependen en gran medida del
imaginario colectivo gestado por un grupo de individuos en un espacio y territorio determinado, pero que a su vez tiene trascendencia y proyección intergeneracional.